# Ginevra d'Este

Blason de son père Nicolas III d'Este

Ginevra d'Este (née le 24 mars 1419 et morte le 12 octobre 1440) était la fille de Nicolas III d'Este, marquis de Ferrare, et de sa seconde épouse Parisina Malatesta.

## Biographie
Ginevra d'Este fut la première épouse de Sigismondo Pandolfo Malatesta (dit Le Loup de Rimini) seigneur de Rimini, le mariage est célébré en février 1434.Elle avait une sœur jumelle du nom de Lucie, décédée en 1437, et un frère cadet décédé quelques mois après sa naissance.Sa mère, Parisina, fut accusée d'adultère avec Ugo d'Este, demi-frère de Ginevra, et condamnée à mort quand Ginevra avait six ans.

### Mort
Ginevra aurait été empoisonnée.
En 1461, le Pape Pie IIe accuse son mari d'avoir assassiné ses deux femmes Ginevra et Polyxène, ainsi que de nombreuses autres personnes, et l'excommunie.

## Représentation
Son prénom aurait pour origine le Genièvre.
Le portrait de la princesse du  Louvre, de Pisanello, est censé la représenter.

## Sources
- (it) Cet article est partiellement ou en totalité issu de l’article de Wikipédia en italien intitulé « Ginevra d'Este » (voir la liste des auteurs).